# Magnojević Gornji
Magnojević Gornji (cyr. Магнојевић Горњи) – wieś w Bośni i Hercegowinie, w Republice Serbskiej, w mieście Bijeljina. W 2013 roku liczyła 333 mieszkańców.